# 纳扎尔·马恰诺夫
纳扎尔·马特卡里莫维奇·马恰诺夫（俄语：Назар Маткаримович Матчанов，1923年1月1日—2010年7月30日），乌兹别克族，苏联党和国家领导人，兽医学博士。曾任布哈拉州州长、乌兹别克共产党布哈拉州委第一书记、乌兹别克苏维埃社会主义共和国最高苏维埃主席团主席。

## 生平
- 1923年1月1日出生于希瓦的一个工匠家庭。
- 1943年，当地兽医站医生，兽医站站长。
- 1944年-1949年，乌兹别克农学院学习。1949年加入联共（布）。
- 1949年-1952年，布哈拉州农业部首席兽医。
- 1952年-1959年，布哈拉州农业部兽医处处长；纳曼干州农业部兽医处处长；乌兹别克苏维埃社会主义共和国农业部兽医司司长。
- 1959年-1960年，乌兹别克苏维埃社会主义共和国农业部副部长。
- 1960年-1961年，乌共布哈拉州委书记。
- 1961年1月-8月，布哈拉州州长。
- 1961年8月-1962年5月，乌兹别克苏维埃社会主义共和国部长会议副主席。
- 1962年5月-1965年3月，乌共布哈拉州委第一书记。
- 1965年3月-1970年9月，乌共中央委员会书记。1969年获兽医学博士学位。1970年获教授职称。
- 1970年9月-1978年12月，乌兹别克苏维埃社会主义共和国最高苏维埃主席团主席。
- 1978年12月起退休，享受塔什干市个人养老金待遇。
- 1978年12月-1989年，乌兹别克苏维埃社会主义共和国科学院动物学和寄生虫学研究所所长。
- 1989年-1991年，乌兹别克苏维埃社会主义共和国科学院动物学和寄生虫学研究所蠕虫学实验室首席研究员。
- 2010年7月30日于塔什干逝世，享年87岁。

马恰诺夫是苏共24-25大代表；第24-25届中央委员；第7-9届苏联最高苏维埃联盟院代表。

## 荣誉
- 三次列宁勋章（1971,1973,1976）
- 劳动红旗勋章（1965）
- 荣誉勋章（1958）